# Кесов
Кесов (кирг. Кесов) — село в Араванском районе Ошской области Кыргызстана. Входит в состав Тепе-Коргонского айылного аймака.

## География
Село расположено в западной части области, на расстоянии приблизительно 8 километров (по прямой) к северо-западу от села Араван, административного центра района. Абсолютная высота — 599 метров над уровнем моря.

## Население
Согласно оценочным данным Национального статистического комитета Кыргызской Республики, численность населения села на начало 2023 года составляла 2148 человек.
| год     | 2009 | 2014 | 2015 | 2020 | 2021 | 2023 |
| ------- | ---- | ---- | ---- | ---- | ---- | ---- |
| человек | 1561 | 1701 | 1797 | 1860 | 2050 | 2148 |